# Françoise Abanda
Françoise Abanda (Montréal, 5 febbraio 1997) è una tennista canadese.

## Biografia
Françoise Abanda è nata a Montréal, in Canada, il 5 febbraio 1997. È figlia di Blaise Abanda e Cicle Assono Ahibena, entrambi emigrati dal Camerun. Ha una sorella maggiore, Élisabeth, che è stata anche lei tennista professionista e ha studiato negli Stati Uniti, presso la Barry University. Françoise ha iniziato a giocare a tennis all'età di sette anni, nel tentativo di emulare la stessa Élisabeth, di tre anni più grande che ha iniziato a giocare due anni prima di lei. È membro del Tennis Canada's National Training Centre di Montréal dal 2009.

## Carriera
Françoise Abanda ha vinto 3 titoli in singolare e 2 titoli in doppio nel circuito ITF in carriera. Il 9 ottobre 2017 ha raggiunto il best ranking in singolare raggiungendo la 111ª posizione mondiale, mentre l'8 settembre 2014 ha raggiunto la 197ª posizione in doppio.
Fa parte della squadra canadese di Fed Cup compiendo il suo debutto nel 2015, dove ha un bilancio complessivo di 7 vittorie e 5 sconfitte.

### 2012: Debutto nel WTA Tour
Ha fatto il suo debutto nel circuito maggiore alla Rogers Cup 2012, grazie ad una wildcard per le qualificazioni, dove ottiene due vittorie sulle più quotate Alicja Rosolska e la testa di serie numero 17 Irina Falconi, per poi cedere nel turno finale dalla testa di serie numero 18 Sesil Karatančeva. Successivamente, nel $50,000 di Saguenay, dopo essere stata ripescata nel tabellone come lucky loser, cede negli ottavi di finale dalla giocatrice di casa Sharon Fichman.

### 2013: Primo titolo ITF in doppio
Nel 2013, Abanda continua la sua ascesa nel professionismo partecipando nel $25,000 di Rock Hill dove cede nei quarti di finale alla numero 3 del tabellone Melanie Oudin. Al Bell Challenge 2013 riceve una wildcard per le qualificazioni cedendo all'esordio dalla statunitense Madison Brengle; in doppio, riceve un invito insieme alla connazionale Carol Zhao e vincono la loro prima partita in tabellone, il primo successo di Abanda in un torneo WTA, perdendo poi nei quarti di finale dalle numero 2 del torneo Alla Kudrjavceva e Anastasija Rodionova. Prosegue con un altro quarto di finale al $50,000 di Saguenay, migliorando il risultato dell'anno precedendo, dove soccombe anche in questa occasione alla Oudin; nel doppio, raggiunge la sua prima finale ITF della carriera insieme alla statunitense Victoria Duval, dove vengono sconfitte dalle più quotate Marta Domachowska e Andrea Hlaváčková. Nel successivo torneo $50,000 di Toronto, ottiene il suo primo successo ITF della carriera sempre in coppia con Duval, battendo in finale Oudin e Jessica Pegula. Nel finale di stagione, conclude con altri due quarti di finale nei $25,000 di Monterrey e Mérida, risultati che le consentono di concludere l'annata nelle prime 500 del ranking.

### 2014: Primo titolo ITF in singolare
Françoise apre il 2014 con un successo nel $25,000 di Port St. Lucie, dove parte dalle qualificazioni e ha la meglio in finale sulla connazionale Heidi El Tabakh. Supera le qualificazioni anche nel $100,000 di Midland e supera anche il primo turno, per poi perdere dalla svedese Sofia Arvidsson. Viene premiata con una wildcard per le qualificazioni del Sony Open Tennis 2014, superando in rimonta al primo turno la ex numero 16 del mondo Anabel Medina Garrigues, mentre nel turno finale ne esce sconfitta contro la ex numero 4 del mondo Kimiko Date-Krumm in tre lottati parziali, risultato che le consente di entrare nelle prime 300 del ranking. Ad aprile, accede nelle qualificazioni del Claro Open Colsanitas 2014, dove supera i primi due ostacoli e viene fermata nel turno finale dalla argentina Florencia Molinero. Supera le qualificazioni nel $50,000 di Charlottesville e accede nei quarti di finale, sconfitta dall'altra qualificata Montserrat González. Non va oltre il primo turno delle qualificazioni dell'Internationaux de Strasbourg 2014, superata dalla canadese Gabriela Dabrowski. In estate, raggiunge la semifinale nel $25,000 di Maribor, sconfitta dall'austriaca Yvonne Neuwirth, raggiunge la seconda finale della carriera nel $25,000 di Gatineau, persa contro la francese Stéphanie Foretz, e continua con un'altra semifinale nel $25,000 di Granby, persa contro la giapponese Miharu Imanishi. Riceve una wildcard per il Citi Open 2024, dove racimola appena due giochi contro Vania King. Ottiene un invito anche alla Rogers Cup 2014, dove strappa un set ma cede di schianto nella partita decisiva contro la slovacca Dominika Cibulková. Partecipa nel suo primo Grande Slam agli US Open 2014 superando brillantemente le qualificazioni, sconfiggendo in serie Andreea Mitu, Nao Hibino e Misa Eguchi. Nel suo primo main draw di un major, viene sconfitta all'esordio dalla testa di serie numero 26 Sabine Lisicki. Questi risultati le permettono di entrare nelle prime 200 del ranking.

## Statistiche ITF

### Singolare

#### Vittorie (3)
| Torneo $100.000 (0) |
| Torneo $80.000 (0)  |
| Torneo $75.000 (0)  |
| Torneo $60.000 (0)  |
| Torneo $50.000 (0)  |
| Torneo $40.000 (0)  |
| Torneo $25.000 (3)  |
| Torneo $15.000 (0)  |
| Torneo $10.000 (0)  |

| N. | Data            | Torneo                                                      | Superficie  | Avversaria in finale | Score         |
| 1. | 19 gennaio 2014 | Tesoro Women's Challenge, Port St. Lucie                    | Terra verde | Heidi El Tabakh      | 6-3, 6-4      |
| 2. | 14 marzo 2016   | Women's ITF Irapuato Club de Golf Santa Margarita, Irapuato | Cemento     | Lesley Kerkhove      | 6-2, 6-4      |
| 3. | 9 ottobre 2016  | USTA Challenger of Redding, Redding                         | Cemento     | Sachia Vickery       | 3-6, 6-4, 6-4 |

#### Sconfitte (2)
| Torneo $100.000 (0) |
| Torneo $80.000 (0)  |
| Torneo $75.000 (0)  |
| Torneo $60.000 (0)  |
| Torneo $50.000 (0)  |
| Torneo $40.000 (0)  |
| Torneo $25.000 (2)  |
| Torneo $15.000 (0)  |
| Torneo $10.000 (0)  |

| N. | Data            | Torneo                                            | Superficie  | Avversaria in finale | Score               |
| 1. | 13 luglio 2014  | Challenger Banque Nationale De Gatineau, Gatineau | Cemento     | Stéphanie Foretz     | 3-6, 6-4, 3-6       |
| 2. | 20 gennaio 2019 | Daytona Beach Open, Daytona Beach                 | Terra rossa | Anna Bondár          | 7–6(3), 6(5)–7, 5–7 |

### Doppio

#### Vittorie (2)
| Torneo $100.000 (0) |
| Torneo $80.000 (0)  |
| Torneo $75.000 (0)  |
| Torneo $60.000 (0)  |
| Torneo $50.000 (2)  |
| Torneo $40.000 (0)  |
| Torneo $25.000 (0)  |
| Torneo $15.000 (0)  |
| Torneo $10.000 (0)  |

| N. | Data             | Torneo                                                   | Superficie  | Compagna       | Avversarie in finale          | Punteggio           |
| 1. | 1º novembre 2013 | Tevlin Women's Challenger, Toronto                       | Cemento (i) | Victoria Duval | Melanie Oudin Jessica Pegula  | 7-6(5), 2-6, [11-9] |
| 2. | 3 maggio 2015    | Boyd Tinsley Women's Clay Court Classic, Charlottesville | Terra verde | Maria Sanchez  | Ol'ga Iančuk Irina Chromačëva | 6-1, 6-3            |

#### Sconfitte (2)
| Torneo $100.000 (0) |
| Torneo $80.000 (0)  |
| Torneo $75.000 (0)  |
| Torneo $60.000 (0)  |
| Torneo $50.000 (1)  |
| Torneo $40.000 (0)  |
| Torneo $25.000 (1)  |
| Torneo $15.000 (0)  |
| Torneo $10.000 (0)  |

| N. | Data            | Torneo                                      | Superficie  | Compagna       | Avversarie in finale                      | Punteggio |
| 1. | 26 ottobre 2013 | National Bank Challenger Saguenay, Saguenay | Cemento (i) | Victoria Duval | Marta Domachowska Andrea Hlaváčková       | 5-7, 3-6  |
| 2. | 28 giugno 2025  | Engie Open du Périgord, Périgueux           | Terra rossa | Marie Mattel   | Lucía Cortez Llorca Alicia Herrero Liñana | 1-6, 4-6  |

## Risultati in progressione
| Sigla | Risultato               |
| ----- | ----------------------- |
| V     | Vincitore               |
| F     | Finalista               |
| SF    | Semifinalista           |
| O     | Oro olimpico            |
| A     | Argento olimpico        |
| SF    | Bronzo olimpico         |
| QF    | Quarti di Finale        |
| 4T    | Quarto turno            |
| 3T    | Terzo turno             |
| 2T    | Secondo turno           |
| 1T    | Primo turno             |
| RR    | Round Robin             |
| LQ    | Turno di qualificazione |
| A     | Assente                 |
| ND    | Non disputato           |

| Legenda superfici    |
| -------------------- |
| Cemento              |
| Terra battuta        |
| Erba                 |
| Superficie variabile |

### Singolare nei tornei del Grande Slam
| Torneo          | 2014 | 2015 | V--S |
| --------------- | ---- | ---- | ---- |
| Australian Open | A    | A    | 0-0  |
| Open di Francia | A    |      | 0-0  |
| Wimbledon       | A    |      | 0-0  |
| US Open         | 1T   |      | 0-0  |
| Totale          | 0-1  | 0-0  | 0-1  |

### Doppio nei tornei del Grande Slam
Nessuna partecipazione

### Doppio misto nei tornei del Grande Slam
Nessuna partecipazione